# Giuseppe Addobbati
Giuseppe Addobbati (* 31. Dezember 1909 in Makarska, Österreich-Ungarn; † 4. Januar 1986 in Rom) war ein italienischer Schauspieler.

## Leben
Addobbati, der in Triest aufwuchs, begann als Theaterschauspieler, debütierte mit einer Nebenrolle in 13 uomini e 1 cannone 1936 und spielte bis 1943 und dann wieder ab 1952 in über 80 Filmen Rollen aus der zweiten oder dritten Reihe, in denen der distinguiert wirkende, schmächtige Schauspieler Landbesitzer, ehrenwerte Bürger, Sheriffs und Doktoren sein Gesicht gab. Besonders häufig sah man ihn in den 1960er Jahren, in Italowestern und Horrorfilmen. Den untergeordneten Chargenrollen im Genrekino konnte er am ehesten in Bernado Bertoluccis Der große Irrtum entkommen, in dem er den Vater des Protagonisten Jean-Louis Trintignant darstellte. Eines seiner häufigen Pseudonyme war „John MacDouglas“.

## Filmografie (Auswahl)
- 1936: 13 uomini e 1 cannone
- 1937: Condottieri
- 1938: 3 Frauen um Verdi (Divine armonie)
- 1942: Hochzeitstag (Giorni di nozze)
- 1952: Giacomo (Imbarco amezzanotte)
- 1954: Die freudlose Straße (La romana)
- 1956: Krieg und Frieden (War and Peace)
- 1959: Das süße Leben (La dolce vita)
- 1961: Konstantin der Große (Costantino il grande)
- 1961: Suleiman, der Eroberer (Solimano il conquistatore)
- 1962: Kaiserliche Venus (Venere imperiale)
- 1962: Maciste im Kampf mit dem Piratenkönig (Maciste contro lo sceicco)
- 1962: Tharus, Sohn des Attila (Tharus figlio di Attila)
- 1963: Die Arche Noah (Giacobbe, l’uomo che lottò con Dio)
- 1963: Die drei Unerbittlichen (Tres hombres buenos)
- 1963: Die Sklavinnen von Damaskus (L’eroe di Babilonia)
- 1963: Ursus, der Unbesiegbare (Ursus nella terra di fuoco)
- 1963: Zorro mit den drei Degen (Le tre spade di Zorro)
- 1963: Zorro und die drei Musketiere (Zorro e i tre moschettieri)
- 1964: Gesetz der Bravados (Brandy, el sheriff de Losatumba)
- 1964: Der Letzte der Gladiatoren (L'ultimo gladiatore)
- 1964: Maciste, der Held von Sparta (Maciste, gladiatore di Sparta)
- 1964: Die Meute der Verdammten (I pirati della Malesia)
- 1965: Amanti d'oltretomba
- 1965: Colorado Charlie
- 1965: Jack Clifton: Mission Bloody Mary (Agente 077 missione Bloody Mary)
- 1965: Ein Loch im Dollar (Un Dollaro bucato)
- 1965: Nevada Joe (Oeste Nevada Joe)
- 1965: Oklahoma John – Der Sheriff von Rio Rojo (Oklahoma John)
- 1966: Django – Sein Gesangbuch war der Colt (Le colt cantarono la morte e fu… tempo di massacro)
- 1966: Für Dollars ins Jenseits (Deguejo)
- 1966: Die toten Augen des Dr. Dracula (Operazione paura)
- 1967: Arabella
- 1967: Der grausame Job (Peau d'espion)
- 1967: Rocco – Ich leg’ dich um (L’ultimo killer)
- 1967: Tödlicher Ritt nach Sacramento (Con lui cavalca la morte)
- 1968: Ein Loch in der Stirn (Un buco in fronte)
- 1968: Sartana – Bete um Deinen Tod (…Se incontri Sartana prega per la tua morte)
- 1968: Zucker für den Mörder (Un killer per sua Maestà)
- 1969: Django – Gott vergib seinem Colt (Dio perdoni la mia pistola)
- 1969: Königstiger vor El Alamein (La battaglia di El Alamein)
- 1969: Nackt über Leichen (Una sull'altra)
- 1969: Panzerschlacht an der Marne (Hora cero: Operación Rommel)
- 1969: Sartana – Töten war sein täglich Brot (Sono Sartana, il vostro Becchino)
- 1970: Dolanies-Melodie – Melodie des Todes (Deserto di fuoco)
- 1970: Der große Irrtum (Il conformista)
- 1970: Spezialkommando Wildgänse (Appuntamento col disonore)
- 1973: Der Todeskuß des Paten (Baciano le mani)
- 1974: Bonne Chance (Le Hasard et la violence)
- 1974: Härte 10 (Fernsehserie)
- 1974: Mussolini – Die letzten Tage (Mussolini – Ultimo atto)
- 1974: Der Nachtportier (Il portiere di notte)
- 1974: L'ossessa – Das Omen des Bösen (L'Ossessa)
- 1976: An den Quellen der Mafia (Alle origini della mafia) (Fernseh-Miniserie)
- 1977: Die Stimme des Todes (Il gatto dagli occhi di giada)